# Campionato italiano di hockey su ghiaccio 1971-1972
Il Campionato italiano di hockey su ghiaccio 1971-72 è stata la 38ª edizione della manifestazione.

## Serie A

### Formazioni
Le squadre iscritte salgono da sei ad otto, col ritorno dei Diavoli Milano e con l'iscrizione in serie A dell'HC Merano. Le due nuove squadre affiancano SG Cortina, HC Gardena, HC Bolzano, Alleghe Hockey, Asiago Hockey ed HC Auronzo.

### Formula
Il torneo adotta per questa stagione una nuova formula, con un primo girone dove si affrontano tutte le iscritte al campionato. Al termine di tale girone, le prime quattro classificate accedono ad un ulteriore girone dove si sfideranno per la conquista del titolo, le ultime quattro invece ad un secondo girone senza nulla in palio.

### Campionato

#### Secondo Girone
La Sportivi Ghiaccio Cortina vince il suo tredicesimo scudetto.

Formazione Campione d'Italia: Enrico Benedetti – Paolo Bernardin – Silvio Bernardi – Franco Costantini – Giulio Costantini – Alberto Da Rin – Gianfranco Da Rin – Renato Franceschi – Bruno Frison – Bruno Ghedina – Antonio Huber – Mario Lacedelli – Renato Lacedelli – Giuseppe Lorenzi – Giovanni Mastel – Fabio Polloni – Ruggero Savaris – Jack Siemon – Giulio Verocai.